# Johann Rottenhöfer
Johann Rottenhöfer (* 1806 in Würzburg; † 1872) war ein deutscher Haushofmeister und Mundkoch.

## Leben
Johann Rottenhöfer schloss eine Ausbildung zum Koch ab und sammelte dann auf Reisen nach Griechenland, Frankreich, Italien und Malta weitere Kocherfahrungen. Dabei trug er auch zahlreiche internationale Rezepte zusammen. Nach seiner Rückkehr aus dem Ausland wurde Rottenhöfer erst als Mundkoch und dann als Haushofmeister der Könige von Bayern Maximilian II. († 1864) und Ludwig II. engagiert. Die königliche Familie und ihre Gäste waren die einzigen, für die Rottenhöfer persönlich kochte.
Im Jahr 1858 veröffentlichte der Verlag Braun & Schneider Rottenhöfers Sammlung von 2345 Koch- und Backrezepten als Neue vollständige theoretisch-praktische Anweisung in der feinern Kochkunst mit besonderer Berücksichtigung der herrschaftlichen und bürgerlichen Küche, das als eines der wichtigsten deutschen Kochbücher des 19. Jahrhunderts galt und bis 1914 mehrfach aufgelegt wurde, teilweise als Illustriertes Kochbuch. 1864 folgte die Veröffentlichung einiger weiterer Rezepte unter dem Titel Der elegante Kaffee- und Theetisch: die Rezepte des Leibkochs von Ludwig II. von Bayern.